# Pietro Cerone

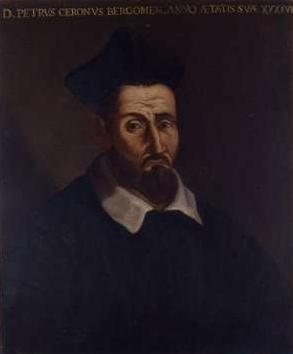
Porträt von Pietro Cerone

Pietro Cerone, auch Domenico Pietro Cerone (* 1566 in Bergamo; † 1625 in Neapel), war ein italienischer Musiktheoretiker und Sänger. 

## Leben
Von Geburt Italiener arbeitete er von 1592 bis 1603 in Spanien und dann bis zu seinem Tod im von den Spaniern beherrschten Neapel. Er war in den königlichen Kapellen von Philipp II. und von Philipp III. in Madrid. Ab 1603 lebte er in Neapel, zuerst eingesetzt an der Kirche von SS. Annunziata, dann von 1610 in der königlichen Kapelle. Unter seinen Schriften ist eine ungewöhnlich lange Abhandlung mit dem spanischen Titel EL melopeo y Maestro (Neapel, 1613). Sie reflektiert sehr konservativen Geschmack und ist manchmal für das Verwenden der Texte anderer Verfasser und für völlige Fehlinformation kritisiert worden. Sie bleibt dennoch bedeutend und sie beeinflusste stark die spanische Musiktheorie während des 17. und 18. Jahrhunderts.